# Țom Ghedalia

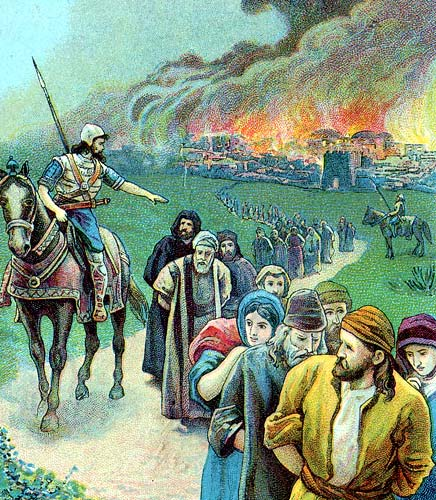
Deportarea elitei iudeilor de către babiloneni.Ilustrație din 1904 pe situl evanghelist Christianunite

Postul lui Ghedalia (Tzom Ghedalia - în ebraică: צוֹם גְּדַלְיָה‎) este o zi de post minor, în religia iudaică,care se practică în data ebraică 3 Tișrei, din zori până în amurg, pentru a jeli asasinarea lui Ghedalia ben Ahikam, guvernatorul Iudeei după cucerirea regatului Iuda de către babiloneni. Omorul său a pus capăt autonomiei evreiești în urma distrugerii Primului Templu.